# Anshan, Persien
Anshan (persiska: انشان, Anšan), även Anzan, numer Tepe Malyan, Tal-e Malyan, var en betydande stad i den forntida statsbildningen Elam som låg i nuvarande Iran.